# Phoebus Levene
Phoebus Aaron Theodore Levene (Sagor, Lituània, 25 de febrer de 1869 -6 de setembre de 1940) va ser un bioquímic i metge lituà-americà conegut i recordat sobretot pels seus estudis sobre l'estructura dels àcids nucleics. A banda d'una prolífica carrera científica - Levene publicà més de 700 treballs i articles originals sobre estructures bioquímiques - era un home culte i interessat per l'art, era un lector voraç i dominava el rus, l'anglès, el francès, l'alemany i tenia rudiments de castellà i italià.
Nasqué en una família jueva lituana com Fishel Aaronovich Levin a la ciutat de Sagor llavors part de l'Imperi Rus, però es va criar a Sant Petersburg. Allí va estudiar medicina a l'Acadèmia Mèdica Militar Imperial, on va tenir com a professors a Alexander Borodin, Ivan Pàvlov i Aleksandr Dianin amb qui treballà a l'entorn de la química orgànica especialment en la condensació d'aldehids i les cetones. S'hi graduà el 1891. En 1891, a causa dels pogroms antisemites, ell i la seva família emigraren als Estats Units i va exercir la medicina a Nova York.
Levene es va matricular a la Universitat de Colúmbia i en el seu temps lliure a terme la investigació bioquímica, la publicació de documents sobre l'estructura química dels sucres. En 1896 va ser designat com a associat a l'Institut Patològic dels Hospitals de l'Estat de Nova York, però haver de tractar-se de tuberculosi viatjant a Davos. Un cop recuperat, va treballar successivament amb diversos químics, com Albrecht Kossel (Marburg), H. Hofer i Dr. Trudeau (1900-1902), i Emil Fischer (Universitat de Berlín), que eren experts en aminoàcids i l'estructura proteica. Sembla que aquesta estada a Europa fou la que despertà l'interès en les proteïnes i els àcids nucleics.
El 1905, Levene va ser nomenat director laboratori de bioquímica del recentment fundat Institut Rockefeller d'Investigacions Mèdiques. Va passar la resta de la seva carrera en aquest institut, i va ser allà que ell va identificar els components de l'ADN. Així mateix Levene fou un dels primers a determinar que els nucleòtids s'unien entre ells mitjançant enllaços fosfodièster enfront d'altres hipòtesis que consideraven enllaços carboni-carboni Anomenà a cadascuna d'aquestes unitats nucleòtid, i va declarar que la molècula d'ADN que consistia en una cadena d'unitats de nucleòtids units entre si a través dels grups fosfat, que són la "columna vertebral" de la molècula.
Levene és conegut per la seva "hipòtesi del tetranucleòtid" (formulada el 1910), que va proposar per primera vegada que l'ADN estava format per la mateixa quantitat d'adenina, guanina, citosina i timina a partir d'estudis sobre llevats. S'ha postulat que el prestigi i la rellevància de Levene en el camp de la bioquímica fessin d'aquesta teoria un paradigma científic àmpliament acceptat i que implica que l'ADN s'organitza en repeticions estables de "tetranucleòtids" de manera que no podia contenir la informació genètica. Aquesta no fou revisada fins quaranta anys després de ser proposada quan Erwin Chargaff proposà la llei de Chargaff o que les proporcions en què els nucleòtids que formen l'ADN no són iguals. En el seu lloc, es pensava que el component de proteïna dels cromosomes a ser la base de l'herència genètica; la majoria de les investigacions sobre la naturalesa física del gen centrat en les proteïnes, i en particular enzims i virus, abans de la dècada de 1940. No obstant això, els seus treballs sobre els àcids nucleics foren un element essencial per al treball posterior que es determinà l'estructura de l'ADN.